# 国際百貨店協会
国際百貨店協会（International Association of Department Stores、IADS）は、科学的管理法から生まれた近代的経営手法を小売形式に導入することを目的に、1928年に百貨店グループによってパリで設立された小売業の業界団体である。

## 歴史
1920年代半ば、 フレデリック・テイラーが20世紀初頭に提唱した科学的管理法などのアメリカの経営理論がヨーロッパで広まり始めた。この影響として、国際経営研究所（IMI）がこれらの概念の普及を促進するために、1927年にジュネーブに設立されていた。
IMI理事会のメンバーにしてボストンに所在するフィリーンズ（Filene's）グループの会長であったエドワード・フィリーン（Edward Filene）は、ブリュッセルのイノベーション（後のガレリア・イノ（Galeria Inno））のエミール・ベルンハイム（Emile Bernheim）、パリのプランタンのピエール・ラギオニー（Pierre Laguionie）、ストックホルムのノーディスカ・コンパニーのラグナー・サックス（Ragnar Sachs）とともに、科学的管理法に関するIMIの教訓をデパート業態にも適用しようと決意した。エドワードらは1928年、パリの地にて百貨店（企業の）グループ（以下IADSとする）を設立し 、初代書記長のヴェルナー・カウフマン（Werner Kaufmann）の監督下で、同じ年にロンドンのハロッズとコペンハーゲンのマガシン・デュ・ノール（Magasin du Nord）が加わった。
ジェームズ・B・ジェフェリーズ（James B. Jefferys）によると、IADSの面白いところは、第一に協力の促進のためにメンバーは各国1人に制限されていたこと次に、第二に、初期の事務局長の一人であったフラント・パスデルマジャン博士（Dr Hrant Pasdermadjian、1936年 - 1954年）により打ち出された方法（ただしアメリカ国内では厳しく批判されている）による、科学的なアプローチにあるという。 パスデルマジャンはその在職中に、同様のテーマについて著した本のような、デパートの様々な機能に関する科学的なマニュアルを公開した。パスデルマジャンの後任であったジェフェリーズは、デパートに経営研究を持ち込もうと考え、小売業に関する作品を出し続けた。
カウフマンが書記長の座を離れると、ヘルマン・マリア・スピッツァー（Hermann Maria Spitzer）、パステルマジャン、ジェフェリーズ、ノーディスカ・コンパニーのエリック・カルデレン（Erik Kalderen）が初代書記（secretary）となり、四人は5年間在職した。その後の25年間はマールテン・デ・グルート・ファン・エンブデン（Maarten de Groot van Embden）が、その後の5年はアルメル・メスグィッチ（Armelle Mesguich）が、新型コロナウイルス感染症のパンデミック下に遭った2020年にはセルヴァン・モハンダス・デュ・メニル（Selvane Mohandas du Menil）が就任した。この期間、百貨店は大半がロックダウン下にあり営業できていなかった。1936年から2021年までの間に8人の書記（長）が在任した。
IADSは百貨店グループとしては世界で5番目に古く、これより設立の古いものにはオーストラリア小売協会（Australian Retail Association、1903年設立）、全米小売協会（National Retail Federation、1911年設立）、オーストリア小売協会（Austrian Retail Association、1921年設立）、ドイツ小売協会（German Retail Federation）がある。

## 運営
IADSは、各百貨店グループのCEOを対象とした会議、会員企業の上位レベルの主要機能、百貨店に関する情報や報告書の発信、加盟する企業からの要望されるような、オンライン小売チャンネルによる競争激化などの特定の問題に対する統計やその他の調査、協議を通じて、マネジメントの経験や良習の共有を図っている。1990年代以降、北京華聯集団、モール・グループ、ファラベラ（Falabella (retail store)）など、アジアや南北アメリカの企業が入り、加盟企業数は4社から25社まで増加し、国際化が進んでいる。2021年時点では、12社の百貨店が加盟し、19カ国で事業を展開しており、百貨店という業態の多様性を反映している。以下、その12社をアルファベット順に並べる。
- 北京華聯集団（Beijing Hualiang Group） -  中国
- ブロイニンガー（Breuninger） -  ドイツ
- セントロベコ（Centrobeco） -  ベネズエラ
- エル・コルテ・イングレス（El Corte Inglés） -  スペイン
- エル・パラチオ・デ・ヒエロ（El Palacio de Hierro） -  メキシコ
- ファラベラ（Falabella (retail store)） -  チリ
- ギャラリー・ラファイエット（Galeries Lafayette） -  フランス
- 香港そごう（Lifestyle International[注釈 2]） -   香港
- マガシン・デュ・ノール（Magasin du Nord） -  デンマーク
- マナー（Manor (department store)） -  スイス
- モール・グループ（The Mall Group） -  タイ
- SMストア（SM Store） -  フィリピン